# 미하엘 하이니슈
미하엘 아르투르 요제프 야코브 하이니슈(독일어: Michael Arthur Josef Jakob Hainisch, 1853년 8월 15일~1940년 2월 26일)는 오스트리아의 정치인이자 제2대 대통령 이었다. 미하엘 하이니슈는 1920년에 당선되어 1928년까지 두 차례 대통령을 재임하였다.

## 재임 시절
대통령으로서, 하이니슈는 제1차 세계대전 이후 오스트리아의 긴박한 상황을 안정시키기 위해 노력했다. 그는 농업 분야를 많이 발달시켰으며, 철도의 전기화를 독려했고, 특히 알프스산맥에 관광을 더욱 개발하기 위해 노력했다. 독일 같은 근접 국가들과의 무역을 장려했다. 그는 또한 지방의 전통과 문화의 보호자가 되었으며 유물 보호법의 창설을 발의했었다. 그는 또한 과학 아카데미(Akademie der Wissenschaften) 명예 회원이 되었다.
1928년 주요 정당들은 미하엘 하이니슈의 임기연장을 위해 헌법의 수정안을 제의했다. 연방 대법관 이그나츠 자이펠(Ignaz Seipel)은 하이니슈에게 일 년의 추가 임기를 제안했다. 그러나 하이니슈는 세 번째 임기를 거부했다.
그는 범게르만주의 사상을 지지했으며, 1938년 나치 독일의 오스트리아 병합을 지원했다. 제2차 세계대전이 발발한 1년 뒤인 1940년에 사망했다.

## 참고
1. ↑  “AUSTRIA: Three-Room President - TIME”. 2012년 11월 3일에 원본 문서에서 보존된 문서. 2009년 11월 8일에 확인함.